# جاستین هویته
جاستین هویته (انگلیسی: Justin Hoyte؛ زادهٔ ۲۰ نوامبر ۱۹۸۴) یک بازیکن فوتبال اهل بریتانیا است.
وی همچنین در تیم ملی فوتبال ترینیداد و توباگو بازی کرده است.